# Schmidt & Schwarz
Schmidt & Schwarz ist eine deutsche Krimikomödie von Jan Ruzicka aus dem Jahr 2012. In den Titelrollen als Kriminalkommissare agieren Michael Gwisdek und Corinna Harfouch.
Das ZDF schrieb zur Erstausstrahlung des Films: „Ein ungleiches Paar, in jeder Beziehung. Aber zusammen unschlagbar. Zwei Individualisten mit gleichem Ziel, aber unterschiedlicher Herangehensweise. Paul Schmidt interessiert sich weder für Moral noch gesellschaftliche Konventionen, er fragt anders, denkt anders und ermittelt anders, als man es von einem ehemaligen Kriminalisten erwarten würde.“

## Handlung
Kriminalhauptkommissar Paul Schmidt, der lange Jahre die Mordkommission leitete, hat vorzeitig den Dienst quittiert, als in den Büros der Mordkommission nicht mehr geraucht werden durfte. Schmidt ist ein Macho und sehr eigener Typ, aber auch ein Mann, der von allen Kollegen bewundert wurde. Seine Nachfolgerin Carolin Schwarz hat es insoweit nicht leicht. In Schmidts Dienstzeit fällt der Mord an der Kleinen Maja Homann, der nicht aufgeklärt werden konnte. Nun ist ein überführter Päderast tot aufgefunden worden und Majas Mutter der Tat verdächtig und festgenommen worden. Die Presse schreibt von „Rosenmorden“, da, wie schon in einem Fall zuvor, eine rote Rose auf der Brust des Mannes lag. Schwarz glaubt allerdings nicht daran, dass Bruni Homann die Täterin ist.
Überraschend für sie bietet ihr ausgerechnet Schmidt seine Hilfe an. Zwar kann Schwarz Paul Schmidt vom ersten Moment an nicht leiden, da er in ihren Augen vor Selbstgefälligkeit nur so strotzt, auf der anderen Seite ist er, genau wie sie, davon überzeugt, dass Bruni Homann keine Rachemorde an Kinderschändern verübt. Gemeinsam gelingt es ihnen auch nachzuweisen, dass Bruni für die Tatzeit ein Alibi hat, der Italiener Lorenzo Baldini erzählt, dass er die ganze Nacht mit Bruni in einer Kneipe zusammen gewesen sei. Dann jedoch erhält Schwarz einen Anruf von Bruni Homann. Sie befindet sich in der Wohnung ihres Nachbarn, mit dem sie befreundet war. Er liegt tot auf seinem Bett. Eine Rose liegt auf seiner Brust. Kurz zuvor hatte Bruni Homann ihren Anrufbeantworter abgehört, darauf gestand ihr Nachbar Günther Breuer ihr, dass er die Schuld am Tod ihres Kindes trage. Zudem stellt sich heraus, dass der Italiener von Brunis Skatbrüdern engagiert worden war, um ihr ein Alibi zu verschaffen.
Dann jedoch wendet sich die Blatt, als ein aufgefundener USB-Stick neue Tatsachen enthüllt. In der Aufzeichnung gesteht Günther Breuer, der sich auch selbst gerichtet hat, dass er die beiden ersten Rosenmorde begangen habe. Breuer war es, der den beiden Männern, die er dann getötet hat, die kleine Maja zugeführt hatte. Die Männer vergingen sich an dem Kind und töteten es anschließend. Auf der abschließenden Pressekonferenz dankt Schwarz insbesondere Paul Schmidt, der sie mit seinem Instinkt, seinem Gefühl, seiner Ausdauer und seiner Verbissenheit zu diesem Erfolg geführt habe.

## Produktion

### Produktionsnotizen

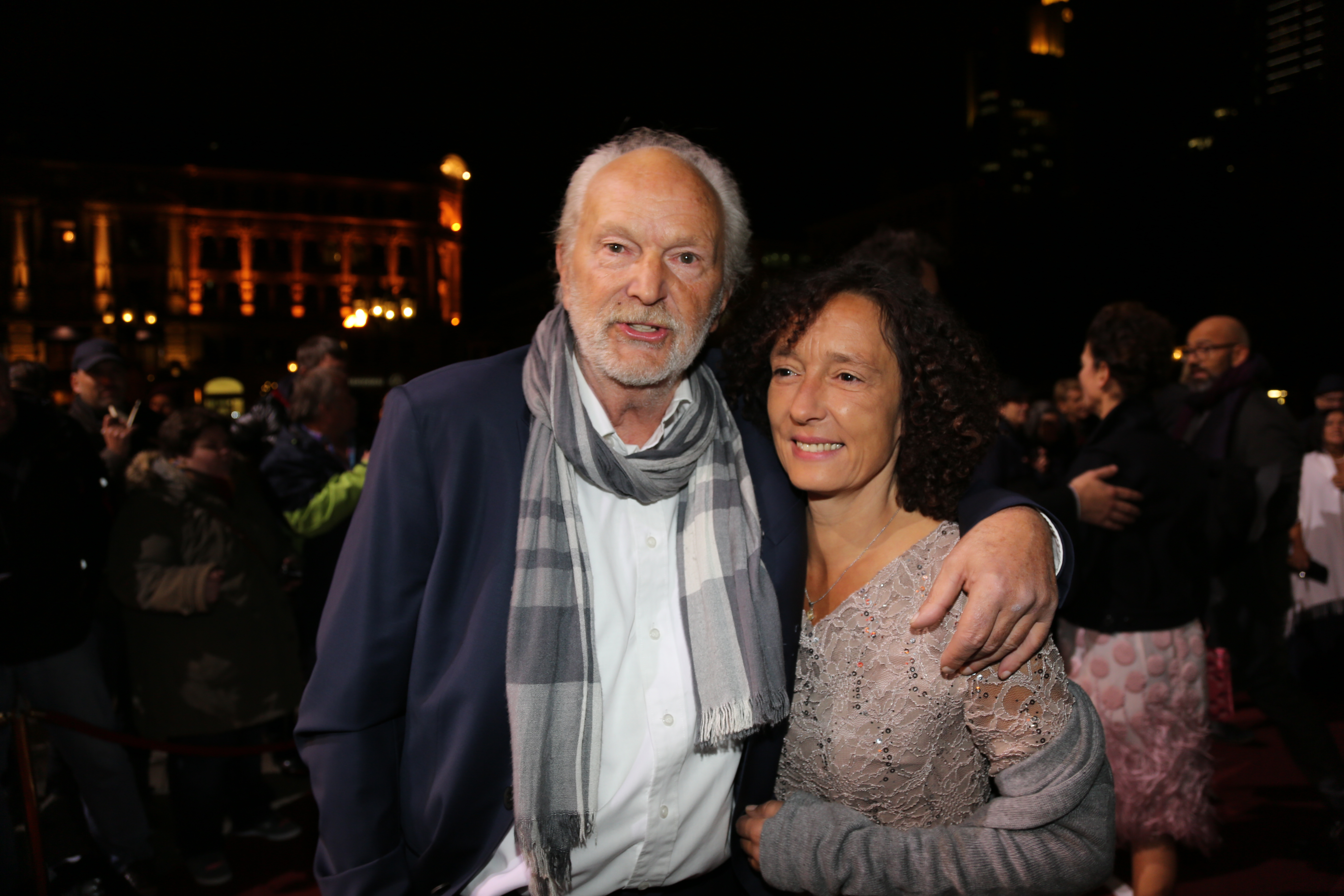
Michael Gwisdek mit seiner Frau, der Drehbuchautorin Gabriela

Schmidt & Schwarz wurde vom 7. September bis zum 6. Oktober 2010 in Berlin und Umgebung gedreht. Produziert wurde der Film von der Wiedemann & Berg Filmproduktion im Auftrag des ZDF. Die Redaktion lag bei Daniel Blum, die Aufnahmeleitung bei Steven Broski, die Produktionsleitung bei Joannes Pantos und die Herstellungsleitung bei Maren Bouwer.

### Interview mit Michael Gwisdek
Gegenüber Jens Szameit vom Weser Kurier – andere Talkshow- und Interviewanfragen hinsichtlich dieses Films lehnte er konsequent ab – äußerte sich Hauptdarsteller Michael Gwisdek sehr erbost: „Über diesen Film ärgere ich mich die Platze! Auch wenn die ganze Welt ‚Schmidt & Schwarz‘ toll findet, mich bringt das Ding um“, gab der Schauspieler zu verstehen und legte nach: „Scheiße! Alle finden den Film toll! Ich suche händeringend einen Journalisten, der das Ding in der Luft zerreißt!“ Erklärend erläuterte Gwisdek: „Eigentlich wollte ich mich dazu nicht äußern, das gelingt mir aber nicht, denn es waren drei Jahre meines Lebens harte emotionale Auseinandersetzung mit wechselnden Produzenten. Aus meiner Sicht sind wir mit den Träumen, die wir hatten, gescheitert. Wir wollten hoch hinaus und sind im Mittelmaß ersoffen. Peng!“ Peng nimmt Bezug auf die Band seiner Söhne Käptn Peng & Die Tentakel von Delphi.
Seine Frau Gabriela habe ihm und seiner Ex-Frau Corinna Harfouch das Drehbuch auf den Leib geschrieben. Man habe ihnen zugesichert, dass der Film so gemacht werde, wie sie ihn sich vorgestellt hätten, einschließlich des finalen Schnittes. Wörtlich: „Weil meine Frau die Idee hatte, für zwei Schauspieler, die sie liebt, einen Film zu schreiben, der durch das ‚Wie‘ der beiden Schauspieler lebt und nicht so sehr von dem Kriminalfall. Weil sie gekämpft hat wie eine Löwin, nicht ins übliche Krimiklischee zu verfallen, sondern etwas Neues zu machen. Sie hat unzählige Male ihr Buch zurückgezogen mit der Begründung, wir müssen das nicht machen, weil es nicht ums Geld geht, sondern um den Spaß.“ Erst nach der Zusicherung, hätten sie ihre Verträge unterschrieben. Dann sei aber „Schluss mit lustig“ gewesen. Alle Versprechungen seien vergessen gewesen, und andere hätten den Film gemacht.

## Rezeption

### Veröffentlichung, Einschaltquote
Bei seiner Erstausstrahlung am 21. Mai 2012 im ZDF schalteten den Film 4,65 Millionen Zuschauer ein, der Marktanteil lag bei 16,1 Prozent.

### Kritik
Die Kritiker der Fernsehzeitschrift TV Spielfilm zeigten mit dem Daumen nach oben, vergaben für Humor zwei und für Spannung einen von drei möglichen Punkten und führten aus: „Die Dialoge spielen Pingpong in dieser Komödie, die quasi im Familienbund entstand: Harfouch und Gwisdek waren 22 Jahre miteinander verheiratet, das Skript schrieb Gwisdeks neue Frau Gabriela. Entweder sind Harfouch und Gwisdek verdammt gute Schauspieler, oder die Chemie zwischen ihnen stimmt immer noch…“ Das Fazit lautete: „Allemal witziger als Schmidt & Pocher“.
Thomas Gehringer gab dem Film auf der Seite tittelbach.tv drei von sechs möglichen Sternen und fasste zusammen: „Schmidt & Schwarz – ein Fest für Fans von Michael Gwisdek und Corinna Harfouch, aber ein unausgegorener Film. Kommissarin Schwarz ist Schmidts Nachfolgerin, zwei Kontrast-Typen, die in einer Mordserie an Pädophilen gemeinsam ermitteln. Beide zanken und mögen sich doch. Alle anderen Figuren sind ebenso Staffage, wie die spannungsarme Krimi-Handlung Nebensache ist. Eine Geschlechter-Komödie mit angestrengt derbem Humor.“ Das Drehbuch erscheine „alles andere als stimmig“. […] „Wie die Hauptdarsteller sich in ihren Rollen angiften und zanken“ würden, obwohl sie sich im Grunde mögen, sei „dank Gwisdek und Harfouch hübsch anzusehen“.
Verena Friederike Hasel bewertete den Film für den Tagesspiegel und war ähnlicher Meinung wie Thomas Gehringer. Auch sie meinte: „Die Macher scheinen jedoch leider einem Missverständnis über das Genre aufgesessen zu sein.“ Zwar hoffe man nach der Ankündigung, dass Corinna Harfouch und Michael Gwisdek ein Gespann im Film seien, dass die Konstellation „etwas von Katherine Hepburn und Spencer Tracey haben“ könne. Man erwarte „eine Screwball-Komödie in bester Tradition“. Doch könne der Film „da nicht annähernd mithalten“. Was folge, sei „leider Klamauk und nicht Komödie“. Die Dialoge, die in Screwball-Komödien so gut seien, dass man sie normalerweise am liebsten auswendig lernen möchte, wiesen hier nur eine „hohe Zotendichte“ auf. Spannender als der Krimi selbst, sei „seine Entstehungsgeschichte. Anstatt für ihn zu werben“, habe Gwisdek „ihn im Vorfeld stark kritisiert“.
Auf der Seite Focus Online war man der Meinung, das hätte „eine runde Sache werden können“, aber der Film funktioniere „trotz seiner bis in die Nebenrollen guten Besetzung nicht durchgehend“. Als Zuschauer lasse sich „schwer sagen, ob das an Buch, Regie oder Schnitt“ liege. Ungewöhnlich sei auch, dass Michael Gwisdek sich „öffentlich“ von dem Film „distanziert“ habe, anstatt Werbung für ihn zu machen.
Julian Miller von der Seite Quotenmeter.de sah das ähnlich und meinte, ein Genre-Mix sei „nie sonderlich einfach“. Schließlich müsse man dann „gewissermaßen auf zwei Hochzeiten tanzen und eine schwierige Gratwanderung vollziehen“. Allenfalls Vladimir Nabokov könne „ein Thema wie dieses komödiantisch verpacken“. Daher sei es „wenig überraschend, dass das Drehbuch aus der Feder von Gabriela Gwisdek immer zwischen Komik und einer sehr schweren dramaturgischen Basis herumtänzel[e], ohne die beiden Genres miteinander auf eine sinnvolle Weise vereinigen zu können, da deren zwei Kernelemente schlicht nicht zueinander passen“ würden. „Für sich genommen“ seien „die komischen Passagen nett geschrieben und nicht selten auch recht erheiternd“, der zweite Handlungsstrang hätte jedoch „etwas mehr Tiefgang vertragen“. Auch Miller lobte die Schauspieler Corinna Harfouch und Michael Gwisdek, mit denen man „zwei hochkarätige Darsteller für das Projekt“ habe gewinnen können und „die hier wieder einmal beweisen“ würden, „dass sie zu den Besten Deutschlands gehören“. Sie „spielen ihre Figuren liebevoll, pointiert und schrullenhaft, ohne jedoch allzu sehr in die Klamaukecke abzudriften.“ Mit „einigen netten, amüsanten Szenen“ könne ‹Schmidt & Schwarz› durchaus aufwarten und die beiden Hauptdarsteller schaffen es auch, „die filmische Katastrophe noch abzuwenden“. Dennoch gebe es hier „einige fundamentale Probleme, die leider keinen gelungenen Gesamteindruck erlauben“ würden.
Tilmann P. Gangloff vertrat auf der Seite Kino.de die Meinung, dass das Ex-Ehepaar „in einer großartig gespielten Krimikomödie brillier[e]“. Schmidt & Schwarz führe „nachdrücklich vor Augen, wie wunderbar diese Ausnahmeschauspieler einander ergänzen“ würden. Auch erweise sich „gerade für diesen Film als Geschenk des Himmels, dass sie über zwanzig Jahre verheiratet“ gewesen seien. Der Krimifall sei „durchaus interessant und mehr als bloß ein Alibi, um ein gemeinsames Vehikel für Gwisdek und Harfouch zu finden“. Trotzdem lebe er „von den Funken, die das Ex-Ehepaar versprüh[e]“. Dem Drehbuch von Gabriela Gwisdek, das ihr erstes sei, folgten „hoffentlich noch weitere angesichts der vielen überraschenden und gern skurrilen Einfälle“. Jan Ruzicka, sei ein Regisseur, „der seine Darsteller immer wieder zu herausragenden Leistungen führ[e] und Geschichten gern gegen den Genrestrich inszenier[e]; auch für diesen Film finde er eine ganz eigene Tonart“.
Die Redaktion des Fernsehmagazins Prisma sprach von einem „humorvollen Kriminalfilm von Routinier Jan Ruzicka“, in dem das „Schauspieler-Duo und Ex-Ehepaar Corinna Harfoch und Michael Gwisdek […] erstmals seit 16 Jahren wieder gemeinsam zu sehen“ seien. Das Drehbuch habe Gabriela Gwisdek ihrem Mann, „der hier als alternder, aber verschmitzer Ermittler“ überzeuge „und sich dabei mit Corinna Harfoch so manches spitzzüngiges Rededuell“ liefere, „auf den Leib geschrieben“.
Angelika Wölke zeigte sich im Online-Magazin Der Westen von der, wie sie schrieb, „wundervoll amüsanten Krimi-Komödie“, die die „beiden grandiosen Schauspieler Corinna Harfouch und Michael Gwisdek wieder vereint“ habe, äußerst angetan. Die Geschichte spiele in diesem TV-Krimi „nur eine untergeordnete Rolle“. Die „beiden Protagonisten Harfouch und Gwisdek beherrschen die Szenereie während der 90 Minuten“, führte Wölke weiter aus, das sei „gewagt“. Denn „selbst hervorragende Schauspieler wie Michael Schweighöfer, der den Polizeirat Wettstein in Turnschuhen und mit Zöpfchen spielt und zu dessen Lieblingssätzen ‚ist ja pervers‘ gehört,“ würden „in die Rolle von Statisten gedrängt“. Auch wenn „eine stringente Geschichte anders erzählt“ werde, schaue man „bei der Besetzung Harfouch/Gwisdek gerne über kleinere und größere Schwächen des Drehbuches hinweg“. Wölke ging abschließend kurz auf die durch Gwisdek selbst geäußerte Kritik über den Film ein und meinte: „Egal. Schmidt & Schwarz ist ungewöhnliche, amüsante Fernsehunterhaltung.“
Der Filmdienst stellte lapidar fest: „Humoristisch angehauchter (Fernseh-)Krimi mit guter Besetzung. – Ab 16.“